# Puchar CEV w piłce siatkowej mężczyzn (1995/1996)
Puchar CEV siatkarzy 1995/1996 - 16. sezon Pucharu CEV rozgrywanego od 1980 roku, organizowanego przez Europejską Konfederację Piłki Siatkowej (CEV) w ramach europejskich pucharów dla męskich klubowych zespołów siatkarskich „starego kontynentu”.

## System rozgrywek
Rozgrywki toczyły się najpierw od fazy kwalifikacyjnej, z której zwycięzcy zagrali w fazie grupowej po 4 zespoły w każdej grupie. Zespoły z pierwszych miejsc zagrały w kolejnym etapie. W 1/8 finału i ćwierćfinałach drużyny podzielone zostały na pary. Każda z par rozegrała po dwa spotkania. O awansie decydowały kolejno: liczba wygranych spotkań, liczba wygranych setów, liczba zdobytych małych punktów. Zwycięzcy ćwierćifnałów awansowali do turnieju finałowego, w którym rozegrano półfinały, mecz o 3. miejsce i finał.

## Drużyny uczestniczące
- Dinamo Tirana
- Studenti Tirana
- Erzeni Durrës
- Donaukraft Wiedeń
- Union Enns
- Maes Pils Zellik
- VC Herentals
- Zapadnyj Bug Brześć
- Sputnik Witebsk
- Carli Hrasnica
- Gradina Srebenik
- Balcancar-Tran Sofia
- Željezničar Osijek
- MOK Osijek
- Anorthosis Famagusta
- Aero Odolena Voda
- Gentofte Volley
- Rival Rakvere
- Perttelin Peikot
- PPS Volley Helsinki
- Arago de Sète
- Paris UC
- AVC Orestiada
- Aris Marmouris Saloniki
- CV Gran Canaria
- Brevok Breda
- Remote It Zwolle
- Hapoel Bat Jam
- Hapoel Yoav Kfar Saba
- Budućnost Podgorica
- Crvena zvezda Belgrad
- Lamaring Wilno
- Dauer Daugavpils
- VC Strassen
- Volley 80 Pétange
- Borec Titov Veles
- Makedonija Gio strumica
- Rabotnički Fersped Skopje
- Moldovahydromash Chișinău
- Post Telekom Berlin
- SCC Berlin
- Askim VBK
- KFUM Oslo
- Avtomobilist Sankt Petersburg
- Lokomotiv-Izumrud Jekaterynburg
- Dinamo Bukareszt
- Fibrex Rifil Săvinești
- Știința Explorări Baia Mare
- Castêlo da Maia GC
- Nacional Funchal
- SC Espinho
- OK Pomurje
- Salonit Anhovo Kanal
- Stavbár Žilina
- City of Glasgow Ragazzi
- VC Kilmarnock
- Chênois Genewa
- Volley Amriswil
- Arçelik
- Galatasaray Stambuł
- Dorozhnyk Odessa
- Alpitour Traco Cuneo
- Edilcuoghi Rawenna
- Kométa Kaposvár
- Vasas SC

## Rozgrywki

### Faza kwalifikacyjna
| Data       | Drużyna 1            | Wynik | Drużyna 2            | Sety                             |
| ---------- | -------------------- | ----- | -------------------- | -------------------------------- |
| 11.11.1995 | Askim VBK            | 0:3   | Perttelin Peikot     | 13:15, 5:15, 3:15                |
| 18.11.1995 | Perttelin Peikot     | 3:0   | Askim VBK            | 15:5, 15:0, 15:5                 |
|            |                      |       |                      |                                  |
| 11.11.1995 | VC Herentals         | 3:0   | Gentofte Volley      | 15:6, 15:8, 15:9                 |
| 19.11.1995 | Gentofte Volley      | 0:3   | VC Herentals         | 10:15, 7:15, 7:15                |
|            |                      |       |                      |                                  |
| 11.11.1995 | VC Kilmarnock        | 3:1   | VC Pétange           | 15:8, 12:15, 15:4, 15:6          |
| 19.11.1995 | VC Pétange           | 0:3   | VC Kilmarnock        | 7:15, 11:15, 12:15               |
|            |                      |       |                      |                                  |
| 11.11.1995 | Balcancar-Tran Sofia | 3:0   | Stavbar Zilina       | 15:5, 15:8, 15:10                |
| 18.11.1995 | Stavbar Zilina       | 1:3   | Balcancar-Tran Sofia | 14:16, 15:9, 10:15, 10:15        |
|            |                      |       |                      |                                  |
| 11.11.1995 | Aris Saloniki        | 3:0   | Zapadnyj Bug Brześć  | 15:9, 15:2, 15:2                 |
| 19.11.1995 | Zapadnyj Bug Brześć  | 0:3   | Aris Saloniki        | 10:15, 12:15, 6:15               |
|            |                      |       |                      |                                  |
| 11.11.1995 | Erzeni Durres        | 0:3   | Budocnost Podgorica  | walkower                         |
| 18.11.1995 | Budocnost Podgorica  | 3:0   | Erzeni Durres        | walkower                         |
|            |                      |       |                      |                                  |
| 11.11.1995 | Arago de Sète        | 3:0   | Kuipers Zwolle       | 15:9, 15:9, 15:9                 |
| 04.11.1995 | Kuipers Zwolle       | 2:3   | Arago de Sète        | 15:6, 17:16, 6:15, 12:15, 11:15  |
|            |                      |       |                      |                                  |
| 11.11.1995 | CS Gran Canaria      | 3:0   | Nacional Funchal     | 15:7, 15:6, 15:4                 |
| 18.11.1995 | Nacional Funchal     | 1:3   | CS Gran Canaria      | 6:15, 16:14, 3:15, 5:15          |
|            |                      |       |                      |                                  |
| 11.11.1995 | Post Telekom Berlin  | 3:1   | Chênois Genewa       | 15:13, 9:15, 15:13, 17:15        |
| 18.11.1995 | Chênois Genewa       | 2:3   | Post Telekom Berlin  | 11:15, 9:15, 16:14, 15:3, 12:15  |
|            |                      |       |                      |                                  |
| 14.11.1995 | Aero Odolena Voda    | 3:0   | Borec Titov Veles    | 15:4, 15:0, 15:4                 |
| 16.11.1995 | Borec Titov Veles    | 0:3   | Aero Odolena Voda    | 2:15, 4:15, 3:15                 |
|            |                      |       |                      |                                  |
| 11.11.1995 | Explorari Baia Mare  | 2:3   | Galatasaray Stambuł  | 10:15, 15:10, 15:9, 2:15, 11:15  |
| 18.11.1995 | Galatasaray Stambuł  | 3:0   | Explorari Baia Mare  | 15:8, 15:8, 15:7                 |
|            |                      |       |                      |                                  |
| 11.11.1995 | Dorozhnyk Odesa      | 3:0   | OK Pomurje           | 15:3, 15:4, 15:9                 |
| 18.11.1995 | OK Pomurje           | 3:0   | Dorozhnyk Odesa      | 15:13, 15:8, 15:12               |
|            |                      |       |                      |                                  |
| 17.11.1995 | Union Enns           | 3:0   | Carli Hrasnica       | walkower                         |
| 18.11.1995 | Carli Hrasnica       | 0:3   | Union Enns           | walkower                         |
|            |                      |       |                      |                                  |
| 18.11.1995 | Hapoël Bat Jam       | 3:0   | Zeljeznicar Osijek   | 15:4, 15:7, 16:14                |
| 19.11.1995 | Zeljeznicar Osijek   | 3:2   | Hapoël Bat Jam       | 15:12, 10:15, 7:15, 15:12, 15:13 |
|            |                      |       |                      |                                  |
| 12.11.1995 | Kaposvari SC         | 3:0   | Dauer Daugavpils     | 15:10, 15:9, 15:5                |
| 19.11.1995 | Dauer Daugavpils     | 3:0   | Kaposvari SC         | 15:6, 15:4, 15:5                 |

### Faza główna

#### Turniej 1
Wyniki
| Data       | Drużyna 1           | Wynik | Drużyna 2           | Sety                           |
| ---------- | ------------------- | ----- | ------------------- | ------------------------------ |
| 09.12.1995 | Donaukraft Wiedeń   | 3:2   | Post Telekom Berlin | 16:14, 15:4, 8:15, 8:15, 15:10 |
| 09.12.1995 | Hapoël Bat Jam      | 3:0   | Gradina Srebenik    | 15:7, 15:2, 15:4               |
| 10.12.1995 | Donaukraft Wiedeń   | 3:0   | Gradina Srebenik    | 15:0, 15:5, 15:3               |
| 10.12.1995 | Post Telekom Berlin | 3:1   | Hapoël Bat Jam      | 15:10, 9:15, 15:6, 15:8        |
| 11.12.1995 | Gradina Srebenik    | 0:3   | Post Telekom Berlin | 2:15, 2:15, 6:15, 5:15         |
| 11.12.1995 | Hapoël Bat Jam      | 0:3   | Donaukraft Wiedeń   | 2:15, 9:15, 5:15, 15:8         |

Tabela
| Lp. | Drużyna             | Pkt | Mecze | Mecze | Mecze | Sety | Sety | Sety  | Małe punkty | Małe punkty | Małe punkty |
| Lp. | Drużyna             | Pkt | M     | W     | P     | wyg. | prz. | ratio | zdob.       | str.        | ratio       |
| --- | ------------------- | --- | ----- | ----- | ----- | ---- | ---- | ----- | ----------- | ----------- | ----------- |
| 1   | Donaukraft Wiedeń   | 6   | 3     | 3     | 0     | 9    | 2    | 4.500 | 152         | 82          | 1.854       |
| 2   | Post Telekom Berlin | 5   | 3     | 2     | 1     | 8    | 4    | 2.000 | 157         | 111         | 1.414       |
| 3   | Hapoël Bat Jam      | 4   | 3     | 1     | 2     | 4    | 6    | 0.667 | 100         | 112         | 0.893       |
| 4   | Gradina Srebenik    | 3   | 3     | 0     | 3     | 0    | 9    | 0.000 | 31          | 135         | 0.230       |

#### Turniej 2
Wyniki
| Data       | Drużyna 1             | Wynik | Drużyna 2             | Sety                             |
| ---------- | --------------------- | ----- | --------------------- | -------------------------------- |
| 08.12.1995 | Aero Odolena Voda     | 3:0   | Union Enns            | 15:8, 15:10, 15:7                |
| 08.12.1995 | Izumrud Jekaterynburg | 3:1   | Dinamo Bukareszt      | 15:5, 14:16, 15:8, 15:7          |
| 09.12.1995 | Dinamo Bukareszt      | 0:3   | Aero Odolena Voda     | 16:17, 7:15, 1:15                |
| 09.12.1995 | Union Enns            | 0:3   | Izumrud Jekaterynburg | 7:15, 12:15, 10:15, 7:15         |
| 10.12.1995 | Union Enns            | 3:2   | Dinamo Bukareszt      | 12:15, 16:17, 15:8, 15:13, 16:14 |
| 10.12.1995 | Izumrud Jekaterynburg | 0:3   | Aero Odolena Voda     | 12:15, 11:15, 10:15, 15:10       |

Tabela
| Lp. | Drużyna               | Pkt | Mecze | Mecze | Mecze | Sety | Sety | Sety  | Małe punkty | Małe punkty | Małe punkty |
| Lp. | Drużyna               | Pkt | M     | W     | P     | wyg. | prz. | ratio | zdob.       | str.        | ratio       |
| --- | --------------------- | --- | ----- | ----- | ----- | ---- | ---- | ----- | ----------- | ----------- | ----------- |
| 1   | Aero Odolena Voda     | 6   | 3     | 3     | 0     | 9    | 0    | MAX   | 137         | 82          | 1.671       |
| 2   | Izumrud Jekaterynburg | 5   | 3     | 2     | 1     | 6    | 4    | 1.500 | 137         | 110         | 1.245       |
| 3   | Union Enns            | 4   | 3     | 1     | 2     | 3    | 8    | 0.375 | 128         | 157         | 0.815       |
| 4   | Dinamo Bukareszt      | 3   | 3     | 0     | 3     | 3    | 9    | 0.333 | 127         | 180         | 0.706       |

#### Turniej 3
Wyniki
| Data       | Drużyna 1             | Wynik | Drużyna 2             | Sety                             |
| ---------- | --------------------- | ----- | --------------------- | -------------------------------- |
| 08.12.1995 | Crvena Zvezda Belgrad | 2:3   | Arago de Sète         | 15:6, 17:15, 6:15, 7:15, 7:15    |
| 08.12.1995 | CS Gran Canaria       | 3:0   | Salonit Anhovol       | 15:13, 15:7, 15:6                |
| 09.12.1995 | Crvena Zvezda Belgrad | 3:1   | Salonit Anhovol       | 13:15, 15:10, 15:11, 15:11       |
| 09.12.1995 | Arago de Sète         | 3:0   | CS Gran Canaria       | 16:14, 15:11, 15:4               |
| 10.12.1995 | Salonit Anhovol       | 2:3   | Arago de Sète         | 11:15, 16:14, 16:14, 7:15, 12:15 |
| 10.12.1995 | CS Gran Canaria       | 3:0   | Crvena Zvezda Belgrad | 15:2, 15:11, 15:10, 13:15, 15:2  |

Tabela
| Lp. | Drużyna               | Pkt | Mecze | Mecze | Mecze | Sety | Sety | Sety  | Małe punkty | Małe punkty | Małe punkty |
| Lp. | Drużyna               | Pkt | M     | W     | P     | wyg. | prz. | ratio | zdob.       | str.        | ratio       |
| --- | --------------------- | --- | ----- | ----- | ----- | ---- | ---- | ----- | ----------- | ----------- | ----------- |
| 1   | Arago de Sète         | 6   | 3     | 3     | 0     | 9    | 4    | 2.250 | 185         | 143         | 1.294       |
| 2   | CS Gran Canaria       | 5   | 3     | 2     | 1     | 6    | 3    | 2.000 | 119         | 95          | 1.253       |
| 3   | Crvena Zvezda Belgrad | 4   | 3     | 1     | 2     | 5    | 7    | 0.714 | 133         | 158         | 0.842       |
| 4   | Salonit Anhovol       | 3   | 3     | 0     | 3     | 3    | 9    | 0.333 | 135         | 176         | 0.767       |

#### Turniej 4
Wyniki
| Data       | Drużyna 1           | Wynik | Drużyna 2           | Sety                            |
| ---------- | ------------------- | ----- | ------------------- | ------------------------------- |
| 08.12.1995 | Brevok Breda        | 2:3   | Galatasaray Stambuł | 12:15, 15:8, 15:11, 4:15, 12:15 |
| 08.12.1995 | Rabotnicki Skopje   | 0:3   | VC Herentals        | 5:15, 8:15, 6:15                |
| 09.12.1995 | Galatasaray Stambuł | 3:0   | Rabotnicki Skopje   | 15:10, 15:8, 15:13              |
| 09.12.1995 | VC Herentals        | 3:1   | Brevok Breda        | 15:3, 14:16, 15:13, 15:8        |
| 10.12.1995 | Rabotnicki Skopje   | 1:3   | Brevok Breda        | 15:12, 4:15, 5:15, 5:15         |
| 10.12.1995 | VC Herentals        | 3:1   | Galatasaray Stambuł | 8:15, 16:14, 15:11, 15:8        |

Tabela
| Lp. | Drużyna             | Pkt | Mecze | Mecze | Mecze | Sety | Sety | Sety  | Małe punkty | Małe punkty | Małe punkty |
| Lp. | Drużyna             | Pkt | M     | W     | P     | wyg. | prz. | ratio | zdob.       | str.        | ratio       |
| --- | ------------------- | --- | ----- | ----- | ----- | ---- | ---- | ----- | ----------- | ----------- | ----------- |
| 1   | VC Herentals        | 6   | 3     | 3     | 0     | 9    | 2    | 4.500 | 158         | 107         | 1.477       |
| 2   | Galatasaray Stambuł | 5   | 3     | 2     | 1     | 7    | 5    | 1.400 | 157         | 143         | 1.098       |
| 3   | Brevok Breda        | 4   | 3     | 1     | 2     | 6    | 7    | 0.857 | 155         | 152         | 1.020       |
| 4   | Rabotnicki Skopje   | 3   | 3     | 0     | 3     | 1    | 9    | 0.111 | 79          | 147         | 0.537       |

#### Turniej 5
Wyniki
| Data       | Drużyna 1                 | Wynik | Drużyna 2                 | Sety                              |
| ---------- | ------------------------- | ----- | ------------------------- | --------------------------------- |
| 08.12.1995 | SCC Berlin                | 3:0   | Moldovahydromash Chișinău | 15:4, 15:4, 15:1                  |
| 08.12.1995 | Perttelin Peikot          | 3:0   | Dinamo Tirana             | 15:9, 15:3, 15:5                  |
| 09.12.1995 | Dinamo Tirana             | 0:3   | SCC Berlin                | 5:15, 10:15, 8:15                 |
| 09.12.1995 | Moldovahydromash Chișinău | 1:3   | Perttelin Peikot          | 6:15, 15:4, 5:15, 7:15            |
| 10.12.1995 | Dinamo Tirana             | 3:2   | Moldovahydromash Chișinău | 13:15, 12:15, 15:10, 15:12, 15:12 |
| 10.12.1995 | Perttelin Peikot          | 3:1   | SCC Berlin                | 15:13, 9:15, 15:12, 15:10         |

Tabela
| Lp. | Drużyna                   | Pkt | Mecze | Mecze | Mecze | Sety | Sety | Sety  | Małe punkty | Małe punkty | Małe punkty |
| Lp. | Drużyna                   | Pkt | M     | W     | P     | wyg. | prz. | ratio | zdob.       | str.        | ratio       |
| --- | ------------------------- | --- | ----- | ----- | ----- | ---- | ---- | ----- | ----------- | ----------- | ----------- |
| 1   | Perttelin Peikot          | 6   | 3     | 3     | 0     | 9    | 2    | 4.500 | 148         | 100         | 1.480       |
| 2   | SCC Berlin                | 5   | 3     | 2     | 1     | 7    | 3    | 2.333 | 140         | 86          | 1.628       |
| 3   | Dinamo Tirana             | 4   | 3     | 1     | 2     | 3    | 8    | 0.375 | 110         | 154         | 0.714       |
| 4   | Moldovahydromash Chișinău | 3   | 3     | 0     | 3     | 3    | 9    | 0.333 | 106         | 164         | 0.646       |

#### Turniej 6
Wyniki
| Data       | Drużyna 1          | Wynik | Drużyna 2          | Sety                           |
| ---------- | ------------------ | ----- | ------------------ | ------------------------------ |
| 08.12.1995 | VC Kilmarnock      | 0:3   | Castelo da Maia GC | 2:15, 6:15, 5:15               |
| 08.12.1995 | Hapoël Kfar Saba   | 3:0   | Studenti Tirana    | 15:10, 15:5, 15:9              |
| 09.12.1995 | Castelo da Maia GC | 3:0   | Studenti Tirana    | 15:8, 15:5, 15:4               |
| 09.12.1995 | VC Kilmarnock      | 0:3   | Hapoël Kfar Saba   | 11:15, 5:15, 7:15              |
| 10.12.1995 | Hapoël Kfar Saba   | 1:3   | Castelo da Maia GC | 9:15, 11:15, 15:13, 6:15       |
| 10.12.1995 | Studenti Tirana    | 3:2   | VC Kilmarnock      | 5:15, 16:14, 15:8, 13:15, 15:2 |

Tabela
| Lp. | Drużyna            | Pkt | Mecze | Mecze | Mecze | Sety | Sety | Sety  | Małe punkty | Małe punkty | Małe punkty |
| Lp. | Drużyna            | Pkt | M     | W     | P     | wyg. | prz. | ratio | zdob.       | str.        | ratio       |
| --- | ------------------ | --- | ----- | ----- | ----- | ---- | ---- | ----- | ----------- | ----------- | ----------- |
| 1   | Castelo da Maia GC | 6   | 3     | 3     | 0     | 9    | 1    | 9.000 | 148         | 71          | 2.085       |
| 2   | Hapoël Kfar Saba   | 5   | 3     | 2     | 1     | 7    | 3    | 2.333 | 131         | 105         | 1.248       |
| 3   | Studenti Tirana    | 4   | 3     | 1     | 2     | 3    | 8    | 0.375 | 105         | 144         | 0.729       |
| 4   | VC Kilmarnock      | 3   | 3     | 0     | 3     | 2    | 9    | 0.222 | 90          | 154         | 0.584       |

#### Turniej 7
Wyniki
| Data       | Drużyna 1        | Wynik | Drużyna 2        | Sety                             |
| ---------- | ---------------- | ----- | ---------------- | -------------------------------- |
| 08.12.1995 | Maes Pils Zellik | 3:0   | VC Strassen      | 15:2, 15:1, 15:2                 |
| 08.12.1995 | Dauer Daugavpils | 3:2   | Lamaring Wilno   | 15:11, 15:6, 10:15, 12:15, 20:18 |
| 09.12.1995 | VC Strassen      | 0:3   | Lamaring Wilno   | 4:15, 11:15, 5:15                |
| 09.12.1995 | Maes Pils Zellik | 3:0   | Dauer Daugavpils | 16:14, 15:3, 15:3                |
| 10.12.1995 | Lamaring Wilno   | 0:3   | Maes Pils Zellik | 3:15, 12:15, 7:15                |
| 10.12.1995 | Dauer Daugavpils | 3:0   | VC Strassen      | 15:6, 15:3, 15:9                 |

Tabela
| Lp. | Drużyna          | Pkt | Mecze | Mecze | Mecze | Sety | Sety | Sety  | Małe punkty | Małe punkty | Małe punkty |
| Lp. | Drużyna          | Pkt | M     | W     | P     | wyg. | prz. | ratio | zdob.       | str.        | ratio       |
| --- | ---------------- | --- | ----- | ----- | ----- | ---- | ---- | ----- | ----------- | ----------- | ----------- |
| 1   | Maes Pils Zellik | 6   | 3     | 3     | 0     | 9    | 0    | MAX   | 136         | 47          | 2.894       |
| 2   | Dauer Daugavpils | 5   | 3     | 2     | 1     | 6    | 5    | 1.200 | 137         | 129         | 1.062       |
| 3   | Lamaring Wilno   | 4   | 3     | 1     | 2     | 5    | 6    | 0.833 | 132         | 137         | 0.964       |
| 4   | VC Strassen      | 3   | 3     | 0     | 3     | 0    | 9    | 0.000 | 43          | 135         | 0.319       |

#### Turniej 8
Wyniki
| Data       | Drużyna 1              | Wynik | Drużyna 2              | Sety                     |
| ---------- | ---------------------- | ----- | ---------------------- | ------------------------ |
| 08.12.1995 | Budocnost Podgorica    | 3:0   | Vasas Budapeszt        | 15:9, 15:13, 15:12       |
| 08.12.1995 | Fibrex Rifil Săvinești | 3:0   | Anorthosis Famagusta   | 15:10, 15:7, 15:11       |
| 09.12.1995 | Anorthosis Famagusta   | 1:3   | Budocnost Podgorica    | 16:14, 7:15, 3:15, 8:15  |
| 09.12.1995 | Vasas Budapeszt        | 3:0   | Fibrex Rifil Săvinești | 15:12, 15:6, 15:5        |
| 10.12.1995 | Anorthosis Famagusta   | 0:3   | Vasas Budapeszt        | 8:15, 6:15, 3:15         |
| 10.12.1995 | Fibrex Rifil Săvinești | 1:3   | Budocnost Podgorica    | 15:13, 7:15, 7:15, 10:15 |

Tabela
| Lp. | Drużyna                | Pkt | Mecze | Mecze | Mecze | Sety | Sety | Sety  | Małe punkty | Małe punkty | Małe punkty |
| Lp. | Drużyna                | Pkt | M     | W     | P     | wyg. | prz. | ratio | zdob.       | str.        | ratio       |
| --- | ---------------------- | --- | ----- | ----- | ----- | ---- | ---- | ----- | ----------- | ----------- | ----------- |
| 1   | Budocnost Podgorica    | 6   | 3     | 3     | 0     | 9    | 2    | 4.500 | 162         | 107         | 1.514       |
| 2   | Vasas Budapeszt        | 5   | 3     | 2     | 1     | 6    | 3    | 2.000 | 124         | 85          | 1.459       |
| 3   | Fibrex Rifil Săvinești | 4   | 3     | 1     | 2     | 4    | 6    | 0.667 | 107         | 131         | 0.817       |
| 4   | Anorthosis Famagusta   | 3   | 3     | 0     | 3     | 1    | 9    | 0.111 | 79          | 149         | 0.530       |

#### Turniej 9
Wyniki
| Data       | Drużyna 1       | Wynik | Drużyna 2       | Sety                            |
| ---------- | --------------- | ----- | --------------- | ------------------------------- |
| 08.12.1995 | Rival Rakvere   | 0:3   | KFUM Oslo       | 8:15, 9:15, 4:15                |
| 08.12.1995 | Aris Saloniki   | 3:1   | Arçelik Stambuł | 13:15, 15:13, 15:5, 15:9        |
| 09.12.1995 | Arçelik Stambuł | 3:0   | Rival Rakvere   | 15:5, 15:10, 15:2               |
| 09.12.1995 | KFUM Oslo       | 0:3   | Aris Saloniki   | 1:15, 5:15, 8:15                |
| 10.12.1995 | Arçelik Stambuł | 2:3   | KFUM Oslo       | 15:6, 15:10, 12:15, 6:15, 12:15 |
| 10.12.1995 | Aris Saloniki   | 3:0   | Rival Rakvere   | 15:7, 15:4, 15:8                |

Tabela
| Lp. | Drużyna         | Pkt | Mecze | Mecze | Mecze | Sety | Sety | Sety  | Małe punkty | Małe punkty | Małe punkty |
| Lp. | Drużyna         | Pkt | M     | W     | P     | wyg. | prz. | ratio | zdob.       | str.        | ratio       |
| --- | --------------- | --- | ----- | ----- | ----- | ---- | ---- | ----- | ----------- | ----------- | ----------- |
| 1   | Aris Saloniki   | 6   | 3     | 3     | 0     | 9    | 1    | 9.000 | 148         | 75          | 1.973       |
| 2   | KFUM Oslo       | 5   | 3     | 2     | 1     | 6    | 5    | 1.200 | 120         | 126         | 0.952       |
| 3   | Arçelik Stambuł | 4   | 3     | 1     | 2     | 6    | 6    | 1.000 | 147         | 136         | 1.081       |
| 4   | Rival Rakvere   | 3   | 3     | 0     | 3     | 0    | 9    | 0.000 | 57          | 135         | 0.422       |

#### Turniej 10
Wyniki
| Data       | Drużyna 1           | Wynik | Drużyna 2           | Sety                             |
| ---------- | ------------------- | ----- | ------------------- | -------------------------------- |
| 08.12.1995 | TV Amriswil         | 1:3   | PPS Volley Helsinki | 12:15, 16:14, 7:15, 10:15        |
| 09.12.1995 | PPS Volley Helsinki | 3:2   | Dorozhnyk Odesa     | 15:11, 9:15, 11:15, 15:13, 15:11 |
| 10.12.1995 | Dorozhnyk Odesa     | 3:0   | TV Amriswil         | 15:12, 15:10, 15:5               |

Tabela
| Lp. | Drużyna             | Pkt | Mecze | Mecze | Mecze | Sety | Sety | Sety  | Małe punkty | Małe punkty | Małe punkty |
| Lp. | Drużyna             | Pkt | M     | W     | P     | wyg. | prz. | ratio | zdob.       | str.        | ratio       |
| --- | ------------------- | --- | ----- | ----- | ----- | ---- | ---- | ----- | ----------- | ----------- | ----------- |
| 1   | PPS Volley Helsinki | 4   | 2     | 2     | 0     | 6    | 3    | 2.000 | 124         | 110         | 1.127       |
| 2   | Dorozhnyk Odesa     | 3   | 2     | 1     | 1     | 5    | 3    | 1.667 | 110         | 92          | 1.196       |
| 3   | TV Amriswil         | 2   | 2     | 0     | 2     | 3    | 6    | 0.500 | 72          | 104         | 0.692       |

#### Turniej 11
Wyniki
| Data       | Drużyna 1               | Wynik | Drużyna 2               | Sety                           |
| ---------- | ----------------------- | ----- | ----------------------- | ------------------------------ |
| 08.12.1995 | Metalac Olt Osijek      | 0:3   | Paris UC                | 11:15, 1:15, 7:15              |
| 08.12.1995 | City of Glasgow Ragazzi | 1:3   | Balcancar-Tran Sofia    | 9:15, 11:15, 15:13, 2:15       |
| 09.12.1995 | Balcancar-Tran Sofia    | 2:3   | Metalac Olt Osijek      | 15:4, 15:4, 12:15, 13:15, 9:15 |
| 09.12.1995 | Paris UC                | 3:0   | City of Glasgow Ragazzi | 15:2, 15:1, 15:3               |
| 10.12.1995 | Paris UC                | 3:1   | Balcancar-Tran Sofia    | 15:17, 15:5, 15:5, 16:14       |
| 10.12.1995 | City of Glasgow Ragazzi | 0:3   | Metalac Olt Osijek      | 6:15, 11:15, 5:15              |

Tabela
| Lp. | Drużyna                 | Pkt | Mecze | Mecze | Mecze | Sety | Sety | Sety  | Małe punkty | Małe punkty | Małe punkty |
| Lp. | Drużyna                 | Pkt | M     | W     | P     | wyg. | prz. | ratio | zdob.       | str.        | ratio       |
| --- | ----------------------- | --- | ----- | ----- | ----- | ---- | ---- | ----- | ----------- | ----------- | ----------- |
| 1   | Paris UC                | 6   | 3     | 3     | 0     | 9    | 1    | 9.000 | 151         | 66          | 2.288       |
| 2   | Metalac Olt Osijek      | 5   | 3     | 2     | 1     | 6    | 5    | 1.200 | 117         | 131         | 0.893       |
| 3   | Balcancar-Tran Sofia    | 4   | 3     | 1     | 2     | 6    | 7    | 0.857 | 163         | 151         | 1.079       |
| 4   | City of Glasgow Ragazzi | 3   | 3     | 0     | 3     | 1    | 9    | 0.111 | 65          | 148         | 0.439       |

#### Turniej 12
Wyniki
| Data       | Drużyna 1           | Wynik | Drużyna 2           | Sety              |
| ---------- | ------------------- | ----- | ------------------- | ----------------- |
| 08.12.1995 | Sputnik Vitebsk     | 3:0   | Makedonija Strumica | 15:5, 15:6, 17:15 |
| 09.12.1995 | SC Espinho          | 3:0   | Sputnik Vitebsk     | 15:11, 15:8, 15:7 |
| 10.12.1995 | Makedonija Strumica | 0:3   | SC Espinho          | 1:15, 3:15, 8:15  |

Tabela
| Lp. | Drużyna             | Pkt | Mecze | Mecze | Mecze | Sety | Sety | Sety  | Małe punkty | Małe punkty | Małe punkty |
| Lp. | Drużyna             | Pkt | M     | W     | P     | wyg. | prz. | ratio | zdob.       | str.        | ratio       |
| --- | ------------------- | --- | ----- | ----- | ----- | ---- | ---- | ----- | ----------- | ----------- | ----------- |
| 1   | SC Espinho          | 4   | 2     | 2     | 0     | 6    | 0    | MAX   | 90          | 38          | 2.368       |
| 2   | Sputnik Vitebsk     | 3   | 2     | 1     | 1     | 3    | 3    | 1.000 | 73          | 71          | 1.028       |
| 3   | Makedonija Strumica | 2   | 2     | 0     | 2     | 0    | 6    | 0.000 | 38          | 92          | 0.413       |

### Faza finałowa

#### 1/8 finału
| Data       | Drużyna 1                    | Wynik | Drużyna 2                    | Sety                             |
| ---------- | ---------------------------- | ----- | ---------------------------- | -------------------------------- |
| 10.01.1996 | Edilcuoghi Ravenne           | 3:0   | VC Herentals                 | 15:8, 15:0, 15:8                 |
| 16.01.1995 | VC Herentals                 | 3:1   | Edilcuoghi Ravenne           | 15:17, 15:6, 15:12, 15:10        |
|            |                              |       |                              |                                  |
| 10.01.1996 | Paris UC                     | 3:0   | SC Espinho                   | 15:10, 15:3, 15:5                |
| 17.01.1995 | SC Espinho                   | 1:3   | Paris UC                     | 15:11, 4:15, 6:15, 13:15         |
|            |                              |       |                              |                                  |
| 10.01.1996 | Budocnost Podgorica          | 2:3   | Aero Odolena Voda            | 10:15, 15:11, 15:6, 11:15, 8:15  |
| 17.01.1995 | Aero Odolena Voda            | 3:1   | Budocnost Podgorica          | 15:3, 10:15, 16:14, 15:4         |
|            |                              |       |                              |                                  |
| 10.01.1996 | Arago de Sète                | 3:1   | Avtomobilist St. Petersbourg | 15:8, 8:15, 15:11, 15:9          |
| 17.01.1995 | Avtomobilist St. Petersbourg | 2:3   | Arago de Sète                | 15:11, 13:15, 8:15, 15:6, 12:15  |
|            |                              |       |                              |                                  |
| 09.01.1996 | AVC Orestiada                | 3:0   | GC Castelo da Maia           | 15:2, 15:12, 15:3                |
| 11.01.1995 | GC Castelo da Maia           | 2:3   | AVC Orestiada                | 4:15, 15:11, 11:15, 15:11, 10:15 |
|            |                              |       |                              |                                  |
| 11.01.1996 | Donaukraft Wiedeń            | 3:1   | Aris Saloniki                | 15:5, 6:15, 15:6, 15:12          |
| 17.01.1995 | Aris Saloniki                | 3:0   | Donaukraft Wiedeń            | 15:2, 15:6, 15:5                 |
|            |                              |       |                              |                                  |
| 10.01.1996 | PPS Volley Helsinki          | 1:3   | Perttelin Peikot             | 15:12, 12:15, 1:15, 14:16        |
| 17.01.1995 | Perttelin Peikot             | 3:1   | PPS Volley Helsinki          | 15:7, 15:8, 5:15, 16:14          |
|            |                              |       |                              |                                  |
| 10.01.1996 | Maes Pils Zellik             | 0:3   | Alpitur Cuneo                | 9:15, 7:15, 14:16                |
| 17.01.1995 | Alpitur Cuneo                | 3:0   | Maes Pils Zellik             | 15:2, 15:7, 15:8                 |

#### Ćwierćfinały
| Data       | Drużyna 1          | Wynik | Drużyna 2          | Sety                            |
| ---------- | ------------------ | ----- | ------------------ | ------------------------------- |
| 07.02.1996 | Edilcuoghi Ravenne | 3:0   | Paris UC           | 15:7, 15:10, 17:15              |
| 14.02.1996 | Paris UC           | 3:1   | Edilcuoghi Ravenne | 16:14, 15:11, 13:15, 15:6       |
|            |                    |       |                    |                                 |
| 07.02.1996 | Aero Odolena Voda  | 3:0   | Arago de Sète      | 15:13, 15:9, 15:11              |
| 14.02.1996 | Arago de Sète      | 2:3   | Aero Odolena Voda  | 15:5, 15:13, 10:15, 1:15, 13:15 |
|            |                    |       |                    |                                 |
| 07.02.1996 | AVC Orestiada      | 3:0   | Aris Saloniki      | 15:8, 15:7, 15:8                |
| 14.02.1996 | Aris Saloniki      | 3:1   | AVC Orestiada      | 9:15, 15:4, 15:5, 15:11         |
|            |                    |       |                    |                                 |
| 06.02.1996 | Perttelin Peikot   | 0:3   | Alpitur Cuneo      | 10:15, 5:15, 9:15               |
| 14.02.1996 | Alpitur Cuneo      | 3:0   | Perttelin Peikot   | 15:7, 15:7, 15:8                |

#### Turniej finałowy

##### Półfinały
| Data       | Drużyna 1          | Wynik | Drużyna 2         | Sety                           |
| ---------- | ------------------ | ----- | ----------------- | ------------------------------ |
| 02.03.1996 | Edilcuoghi Ravenne | 3:2   | Aero Odolena Voda | 15:9, 5:15, 6:15, 15:13, 15:13 |
| 02.03.1996 | AVC Orestiada      | 0:3   | Alpitur Cuneo     | 8:5, 6:15, 2:15                |

##### Mecz o 3. miejsce
| Data       | Drużyna 1         | Wynik | Drużyna 2     | Sety                   |
| ---------- | ----------------- | ----- | ------------- | ---------------------- |
| 03.03.1996 | Aero Odolena Voda | 3:1   | AVC Orestiada | 15:10, 9:15, 15:, 15:4 |

##### Finał
| Data       | Drużyna 1          | Wynik | Drużyna 2     | Sety                           |
| ---------- | ------------------ | ----- | ------------- | ------------------------------ |
| 03.03.1996 | Edilcuoghi Ravenne | 0:3   | Alpitur Cuneo | 15:9, 15:13, 4:15, 8:15, 10:15 |

## Klasyfikacja końcowa
| Miejsce | Drużyna              |
| ------- | -------------------- |
| złoto   | Alpitour Traco Cuneo |
| srebro  | Edilcuoghi Rawenna   |
| brąz    | Aero Odolena Voda    |
| 4.      | AO Orestiada         |